# スクール水着

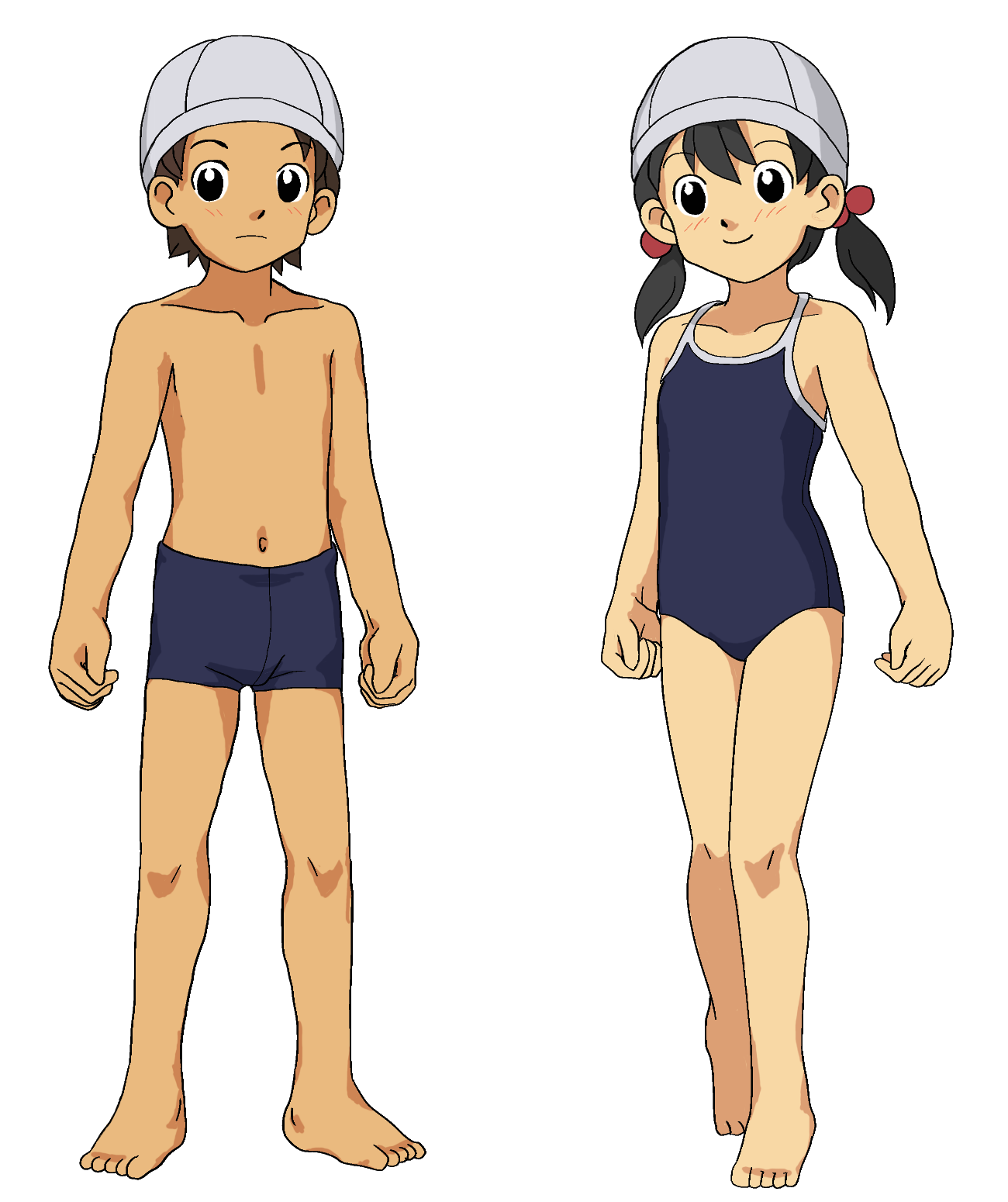
スクール水着と水泳帽を着用した男女（男子用はボックス型、女子用は競泳タイプ）

スクール水着（スクールみずぎ）とは、日本の小学校・中学校・高等学校における体育授業の水遊び、水泳用に使われている水着を指す俗称である。

## 概要
各学校がブランド・デザイン・色等を指定する「指定水着」がある学校と、各学校が定めたブランド・デザイン・色等の最低条件の範囲内で各自市販のスクール水着を自由に選ぶ学校がある。大人用のスクール水着も制作・発売されている。短期間しか授業を行わないか全く授業を行わない北海道を除くほぼ全国で採用されている。
1960年代以降、学校教育における水泳の授業の位置づけが大きくなった。しかし、市販の水着は学校の水泳の授業に用いるには必ずしも形状、機能が適切ではないため、当時の公式競技に用いられている水着を参考に、学校の授業で用いるに相応しい形状、機能を持った水着の制定が進められ、製造メーカーによる軽微な差異はあるものの、全国でほぼ共通の形状、機能を持ったものが「学校指定水着」として定着していった。それに伴い「学校指定」「学習用」という意味からスクール水着の呼称が発生し、俗語として定着した。
日焼け防止や体型を見えにくくするため、長袖と半ズボンを組み合わせたタイプも登場している。

## 種類

### 女子用
基本形状はトップスとボトムスが一体となったワンピース型であり、年代が進むにつれてモデルチェンジが行われている。色は紺もしくは黒の単色が多いが、それに限らず様々な色が使用されているものもある。また、大人もターゲットにしたスクール水着も登場している。
- 旧旧タイプ（旧旧型） - 旧タイプと似ているかもしれないので、マンガやアニメの設定で旧スクと混同されやすい[8]。
- 旧タイプ（旧型）
- 新タイプ（新型）
- 競泳タイプ（競泳型）
- セパレーツタイプ - 腰紐の代わりにウエストゴムを入れている水着がある[9]。
- スパッツタイプ
- スカートタイプ - 大人のファッションに影響されて、着用する者が多くなってきている[10]。
- サーフタイプ

### 男子用
基本形状はボトムスのみが多く、一般的な男性用競泳水着と形状はある程度共通する。色は女子用同様に紺もしくは黒の単色が多いが、それに限らず様々な色が使用されているものもある。
紫外線対策等を考慮し、ボトムス＋ラッシュガード（上半身部分）を組み合わせて着用するケースもある。
- ブリーフ型 - かつて男性用競泳水着の主流だったブーメランパンツよりは脇幅がやや広めに取られていることが多い[11]。
- ボックス型 - 形状としてはボクサーブリーフと同様のイメージであり、太腿がほぼ露出する。
- ショートスパッツ型 - 股下2分丈前後-5分丈で、概ね太腿の半分ほどから膝上位までを覆う形となる。
- サーフタイプ - 「ショートスパッツ型」程度の丈の一般的なハーフパンツの内部ウエストにブリーフ状のアンダーショーツを縫い付け、一体化したタイプ。前述の各タイプよりは身体のラインが直接浮き出ることが少ないが、構造上密着していないハーフパンツとアンダーショーツの間に空気が入り込むことで抵抗となり、水中での動きに難が生じる場合がある。また、プール授業での着用を認めない学校もある[12]。

### 男女共用型
2022年から2023年にかけて、長袖の上半身部分（ラッシュガード）とハーフパンツのセパレートタイプで統一された、男女問わず着用できる水着も登場している。紫外線の防止や、肌、体格の露出を避けられる利点を持つ。
当初はメディアがジェンダーレス水着と報じていたが、ジェンダーに悩みを持つ者が着るという誤解が生じる可能性があるため、「男女共用型」の呼称が推奨されている。
また、積極的に水泳に参加させる目的で学校側があえて指定しないケースもあり、市販されているトップスとボトムスの水着の形状を、保護者と着用する子供側の視点で自由に選ぶこともできる動きも見られている。トップスの下側に何もない不安を払拭する目的でトップスインナーを着用するケースもある。